# Vanilla havilandii
Vanilla havilandii là một loài thực vật có hoa trong họ Lan. Loài này được Rolfe miêu tả khoa học đầu tiên năm 1918.